# Érico Gobbi

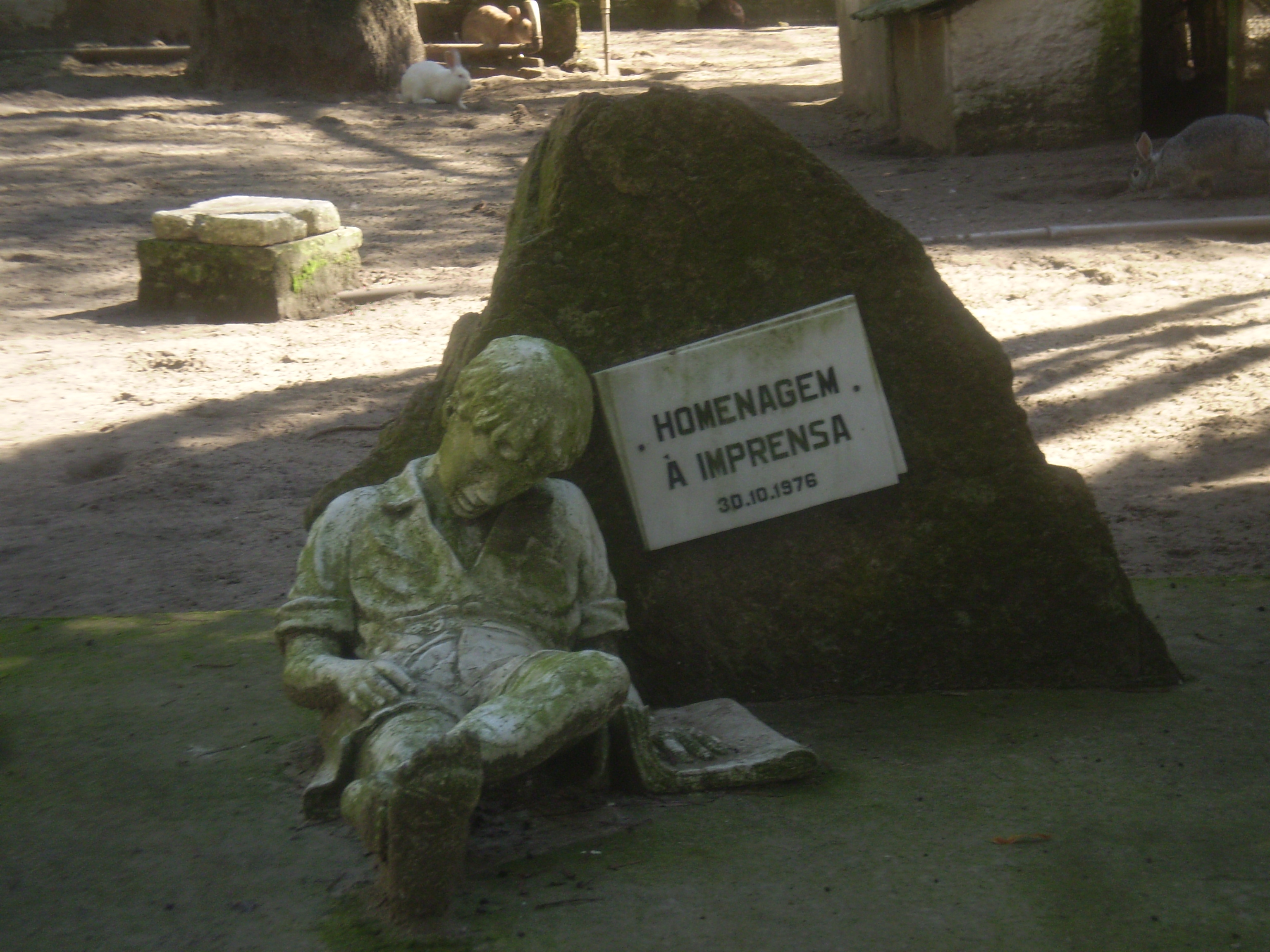
"Homenagem à imprensa", en Rio Grande (RS)

Érico Gobbi (Río Grande, 9 de agosto de 1925 — 14 de agosto de 2009) fue escultor brasileño de más de una centena de esculturas.

## Biografía
Érico Gobbi era conocido en la ciudad y, también, internacionalmente, con monumentos en otras ciudades brasileñas (Caxias do Sul, Porto Alegre, Curitiba, São Paulo) y en el extranjero (una imagen de la Virgen María, en los EE. UU.).

## Monumentos en Río Grande
En 1948, ayudó a Matteo Tonietti a esculpir varios monumentos en la plaza Xavier Ferreira: el monumento a la madre y  los niños de bermuda, gorra y tirante que adornan el lago de la plaza Xavier. En ella, también es suya la Pira da Pátria.
Su estatua más conocida es la de Iemanjá, ubicada en la playa de Cassino, con 2,10 metros de altura y dos toneladas.
En la plaza Tamandaré existen, de su autoría, la estatua de Jesucristo; el distintivo en el pedestal del monumento del General Bento Gonçalves da Silva; la Chama Crioula dos Tradicionalistas.

En Río Grande también son de su autoría las esculturas de la Virgen de Lourdes y de Santa Bernadette, ubicadas en Porto do Rey,  en la isla  Ilha dos Marinheiros; el marco en homenaje al centenario del Sport Club Rio Grande, ubicado en la calle Duque de Caxias cerca de la calle General Bacelar; la escultura de Manuel Pereira Jr., ubicada en el predio de la Beneficiência Portuguesa; y la escultura de Dr. Francisco Martins Bastos, ubicada frente al gimnasio del club Ipiranga Atlético Clube.   
Una de sus obras más grandiosas es un monumento de Rafael Pinto Bandeira, héroe en la retomada del municipio del dominio español en 1776. La estatua del combatiente montado en un caballo tiene casi 3 metros de altura y pesa dos toneladas. Construida en 1975, no fue fundida en bronce por falta de patrocinio y se encontraba en el taller del escultor hasta su muerte.